# Cétonurie

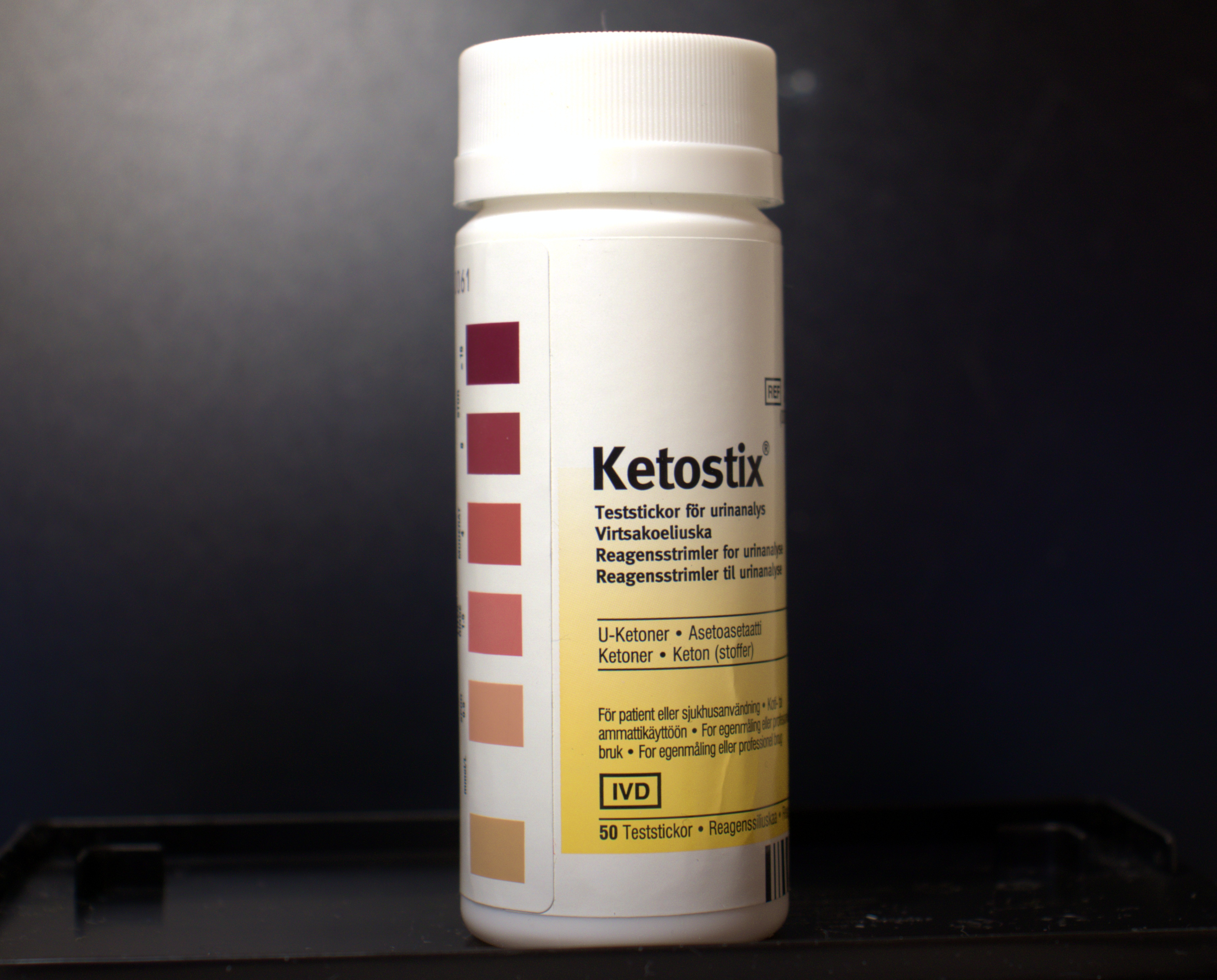
une des premières formations du Quintetto Boccherini (Nerio Brunelli, Guido Mozzato, Pina Carmirelli, Luigi Sagrati, Arturo Bonucci)

La cétonurie désigne la présence anormale de corps cétoniques dans l'urine,, ou plus généralement la mesure du taux de ces corps cétoniques dans celle-ci.
La présence de corps cétoniques dans l'urine indique que le corps utilise les graisses comme source d'énergie principale en raison d'une insuffisance de glucose disponible.
Elle est indiquée en complément ou en remplacement de la mesure de la cétonémie, en particulier concernant certaines urgences[réf. nécessaire]. 